# Nam Tam Giác
Chòm sao Nam Tam Giác, (tiếng La Tinh: Triangulum Australe) là một trong 88 chòm sao hiện đại, mang hình ảnh tam giác phương nam.
Chòm sao này có diện tích 110 độ vuông, nằm trên thiên cầu nam, chiếm vị trí thứ 83 trong danh sách các chòm sao theo diện tích.
Chòm sao Nam Tam Giác nằm kề các chòm sao Củ Xích, Thiên Đàn, Viên Quy, Thiên Yến.

## Thiên thể
Các thiên thể đáng quan tâm
- Sao biến đổi Cepheid R TrA, S TrA
- Cụm sao cầu NGC 6025